# Franz Johann Reimann
Franz Johann Reimann (* 26. Februar 1902 in Münster; † 15. März 1968) war ein deutscher Kommunalpolitiker und ehrenamtlicher Landrat (Zentrum) des Landkreises Coesfeld.

## Leben und Beruf
Nach dem Schulbesuch absolvierte er von 1916 bis 1919 eine Schlosserlehre in Coesfeld, anschließend war er als Maschinist tätig. Von 1934 bis 1958 war er in verschiedenen Bereichen selbstständiger Unternehmer. Er arbeitete in vielen Gremien der Zentrumspartei mit und war Kreisvorsitzender sowie Ehrenvorsitzender. Er war verheiratet und hatte ein Kind.
Dem Kreistag des Landkreises Coesfeld gehörte Reimann von 1948 bis zu seinem Tod im März 1968 an. Vom 28. November 1949 bis zum 4. Oktober 1950 war er Landrat des Landkreises. Wegen eines Strafverfahrens, das gegen ihn anhängig war, forderten ihn 13 Kreistagsmitglied zum Rücktritt auf. Da Reimann dieser Forderung nicht nachkam und die Abgeordneten ihr Mandat niederlegten, wurde der Kreistag am 29. September 1950 beschlussunfähig. Aus diesem Grund bestellte Regierungspräsident Franz Hackethal als Aufsichtsbehörde für die Zeit vom 4. Oktober 1950 bis zum 22. Oktober 1951 den Landrat a. D. Ernst Meister zum Beauftragten „für alle Aufgaben des Kreises“. Im Dezember 1951 wurde Johannes Kathmann zum Landrat des Kreises Coesfeld gewählt.